# تشينك كروسين
تشينك كروسين (بالإنجليزية: Chink Crossin)‏ مواليد 4 يوليو 1923 في بنسيلفانيا - الوفاة 10 يناير 1981، كان لاعب كرة سلة أمريكي. تم اختياره من قبل فريق غولدن ستايت ووريورز خلال الدرافت. بلغ طوله 6 قدم 1 بوصة (1.9 م).

## روابط خارجية
- تشينك كروسين على موقع إن بي أي (الإنجليزية)
- تشينك كروسين على موقع سبورتس رفرنس (الإنجليزية)
- تشينك كروسين على موقع ريلجم (الإنجليزية)